# Międzynarodowa Unia Pięcioboju Nowoczesnego
Międzynarodowa Unia Pięcioboju Nowoczesnego (fr. Union Internationale de Pentathlon Moderne; ang. International Modern Pentathlon Union) – międzynarodowa federacja organizująca zawody w pięcioboju nowoczesnym i pięciu innych dyscyplin. Została założona 13 sierpnia 1948 roku. Od 1997 roku siedziba mieści się w Monako.

## Historia
Pięciobój (składający się z biegu na długość stadionu, skakaniu, rzucaniu włócznią i dyskiem oraz zapasów) po raz pierwszy został przedstawiony na 18. igrzyskach olimpijskich w 708 r. p.n.e. Zwycięzcę w tej dyscyplinie nazywano „Victor Ludorum“. Francuski baron Pierre de Coubertin starał się od 1909 roku przywrócić pięciobój do igrzysk. Na 14. sesji Międzynarodowego Komitetu Olimpijskiego podjęto decyzję o włączeniu do programu nowożytnych igrzysk olimpijskich.
Pięciobój nowoczesny zadebiutował na 5. igrzyskach olimpijskich w 1912 roku w Sztokholmie, obejmując obecnie rozgrywane dyscypliny (strzelanie z pistoletu, szermierkę, pływanie, jazdy konnej i biegania). Pierre de Coubertin był przekonany, że pięciobój nowoczesny kształtuje ludzi pod względem fizycznym i moralnym. Byli to idealni sportowcy. Wymagało to od zawodnika dużo odwagi, koordynacji, sprawności fizycznej, samodyscypliny i elastyczności.
Połączenie tych umiejętności pozwala na rywalizację w trzech lub czterech igrzyskach. Dzieje się tak, ponieważ czas pływania i biegu w dużej mierze zależy od doświadczenia i techniki. Najstarszym złotym medalistą igrzysk został Paweł Ledniow w 1980 roku, który miał 38 lat, najmłodszy zaś – Anatolij Starostin miał 20 lat.

## Zarząd
Zarząd UIPM składa się 21 osób.
- Prezydent: Dr. h.c. Klaus Schormann (Niemcy) (od 1993 r.)
- Pierwszy wiceprezydent: Juan Antonio Samaranch Salisachs (Hiszpania)
- Wiceprezydent: Joël Bouzou (Francja)
- Wiceprezydent ds. biznesu: Wiaczesław Aminow (Rosja)
- Wiceprezydent: Berik Imaszew (Kazachstan)
- Wiceprezydent: Juan Manzo Orañegui (Meksyk)
- Sekretarz generalny: Shiny Fang (Chińska Republika Ludowa)
- Skarbnik: John Helmick (Stany Zjednoczone)
- Członek do sportu: Janusz Pyciak-Peciak (Polska)
- Członek do marketingu: Martin Dawe (Wielka Brytania)
- Członek do mediów: Andrejus Zadneprovskis (Litwa)
- Członek do rozwoju: Wiaczesław Maliszew (Gruzja)
- Przewodniczący Komitetu Medycznego: Natalja Ofitserowa (Białoruś)
- Przewodniczący Komitetu Sportowego: Aya Medany (Egipt)
- Przewodniczący Komitetu Trenerskiego: Christian Roudaut (Francja)
- Prezydent Konfederacji Afrykańskiej: Nundkishor Fakun (Mauritius)
- Prezydent Konfederacji Azjatyckiej: Sang-woo Park (Korea Południowa)
- Prezydent Konfederacji Europejskiej: Dmitry Swatkowsky (Rosja)
- Prezydent Konfederacji Ameryki Północnej i Karaibów: Robert Stull (Stany Zjednoczone)
- Prezydent Konfederacji Oceanii: Kitty Chiller (Australia)
- Prezydent Konfederacji Ameryki Południowa: Jorge Salas (Argentyna)

## Federacje
UIPM jest zrzeszona ze 115 federacjami narodowymi.
Afryka
- Algieria
- Benin
- Burkina Faso
- Burundi
- Egipt
- Eswatini
- Gambia
- Ghana
- Kamerun
- Kenia
- Madagaskar
- Malawi
- Mali
- Maroko
- Mauritius
- Mozambik
- Namibia
- Niger
- Nigeria
- Południowa Afryka
- Senegal
- Togo
- Tunezja
- Wybrzeże Kości Słoniowej

Ameryka Południowa
- Argentyna
- Boliwia
- Brazylia
- Chile
- Ekwador
- Kolumbia
- Panama
- Peru
- Urugwaj
- Wenezuela

Ameryka Północna i Karaiby
- Bermudy
- Dominikana
- Gwatemala
- Haiti
- Jamajka
- Kanada
- Kostaryka
- Kuba
- Meksyk
- Portoryko
- Salwador
- Stany Zjednoczone

Azja
- Afganistan
- Bahrajn
- Bangladesz
- Chiny
- Chińskie Tajpej
- Filipiny
- Hongkong
- Indie
- Indonezja
- Iran
- Japonia
- Katar
- Kazachstan
- Kirgistan
- Korea Południowa
- Korea Północna
- Kuwejt
- Liban
- Malezja
- Mongolia
- Nepal
- Pakistan
- Palestyna
- Singapur
- Sri Lanka
- Syria
- Tadżykistan
- Tajlandia
- Turkmenistan
- Uzbekistan

Europa
- Armenia
- Austria
- Azerbejdżan
- Belgia
- Białoruś
- Bułgaria
- Chorwacja
- Cypr
- Czechy
- Dania
- Estonia
- Finlandia
- Francja
- Grecja
- Gruzja
- Hiszpania
- Holandia
- Irlandia
- Izrael
- Kosowo
- Litwa
- Luksemburg
- Łotwa
- Mołdawia
- Monako
- Niemcy
- Polska
- Portugalia
- Rosja
- Rumunia
- Serbia
- Słowacja
- Szwajcaria
- Szwecja
- Turcja
- Ukraina
- Węgry
- Wielka Brytania
- Włochy

Oceania
- Australia
- Guam
- Nowa Zelandia